# Squish zone
Een squish zone is een blusrand in de cilinderkop van een viertaktmotor.
In een squish zone wordt het benzine-lucht-mengsel samengeknepen waardoor een versnelde werveling en een betere verdeling van het mengsel in de verbrandingsruimte ontstaat. Dit heeft weer een betere verbranding en hogere prestaties van de motor tot gevolg. Squish zones werden toegepast door de motorfietsmerken Harley-Davidson (in het SSCC-systeem) en Suzuki (in het TSCC-systeem).